# 马塞兰·贝特洛
皮埃尔·欧仁·马塞兰·贝特洛（法語：Pieltte Engene Marcellin Berthelot，法語發音：[bɛʁtəlo]；1827年10月25日—1907年3月18日），法国著名化学家，研究过脂肪和糖的性质，合成出多种有机物。他对化学反应热效应的研究推动了物理化学的发展，还是爆炸机理和爆炸波研究的先驱者。他发现了微生物的固氮作用，并且書写了大量的化学史专著。贝特洛还积极参与政治和社会活动，担任过法国教育与艺术部长（1885-1886）和外交部长（1895-1896）。

## 生平与研究

### 早年教育
贝特洛生于巴黎的一个医生家庭。1838年，他进入亨利四世中学读书，成绩优秀。他结识了住在隔壁宿舍的年轻助教欧内斯特·勒南。勒南曾教给贝特洛希伯来语，贝特洛则给勒南讲授科学，两人从此成为了终身好友。1846年，贝特洛曾在哲学论文竞赛中得过奖。1848年贝特洛进入巴黎科学学院攻读医学，但对各门学科都感兴趣。到了8月份，他发现自己最感兴趣的是化学。11月，他在亨利·维克托·勒尼奥的建议下，进入法兰西公学院泰奥菲勒-儒勒·佩洛兹的实验室工作。勤奋刻苦的他很快取得了理科硕士学位。1850年，贝特洛开始担任佩洛兹的助手。1851年波拿巴政变后，佩鲁兹离开了公学院，继任的安托万·巴拉尔继续雇佣贝特洛为自己的助手。

### 有机合成
贝特洛刚担任巴拉尔的助手不久，就发表了自己在有机化学方面的第一篇文章，证实乙醇和醋酸蒸汽通过灼热瓷片会产生苯和苯酚等多种芳香化合物。1852年，他发现松节油异构化可以得到莰烯类物质。不久后他在松节油内加入氧化剂，加热到250℃时，发现生成了樟脑，并进一步由樟脑再制成冰片。1853-1854年他通过甘油和各种酸反应，改变酸的比例后合成了多种脂肪，然后将脂肪水解又得到了甘油，他进而认为甘油类似于无机化学中的磷酸，具有多元官能团。1854年，贝特洛因对于甘油和酸合成脂肪的研究获得博士学位，之后到巴黎药学学院继续进行研究，他提取了多种糖，研究了发酵过程，指出糖具有多个羟基，并带有醛的基团。
1855年，贝特洛研究了在硫酸的催化下，乙烯和水反应生成乙醇与一氧化碳与水生成甲酸的反应，提出新技术提高了反应速率。次年，他又通过一氧化碳与热碱的反应合成了乙酸。1856年，贝托罗将二硫化碳和硫化氢的气体混和物通过热铜器皿，制成了甲烷和乙烯。他使甲烷和氯气反应制得了氯甲烷，水解后获得甲醇。这是继斯坦尼斯劳·坎尼扎罗合成芳香醇之后的一个重要发现。
1859年贝特洛成为巴黎药学学院的有机化学教授。1859年6月到1860年8月，贝特洛完成了1500页的巨著《合成有机化学》，这本书总结了当时有机合成各方面的进展，从自己的合成研究出发，阐述了无机物和有机物中并不存在鸿沟，宣称人类可以用科学的力量合成各种有机物，这和他的无神论思想是一脉相承的。贝特洛这本书当时在法国影响很大，很快被用于教科书和手册，但也遭到了德国化学家凯库勒、弗里德里希·维勒等人的批评，他们认为贝特洛不关心类型和结构理论的进展，书中纯科学的内容太少，抒发哲学思考太多:254。
1860年代贝特洛重新研究了戴维发现的乙炔，他开始试验电在合成反应中的作用。在电弧的帮助下，他由乙炔加氢制成乙烯，乙烯再加氢而得到乙烷。不久他又发现乙炔可以发生聚合生成苯。1863年巴拉尔开始建议法兰西公学院设立有机化学主任位置，推荐贝特洛担任，勒南积极参与了这一推荐，而路易·巴斯德和查尔斯·阿道夫·武兹均对此表示反对:258-259。1863-1864年，贝特洛在法兰西公学院讲授了三十二个课时的有机化学，次年开始担任法兰西公学院有机化学主任。1868年，他通过乙炔和氮反应制成了氢氰酸。贝特洛在有机化学方面的最后研究是关于用碘化氢还原有机物，之后希望研究有机合成中的能量变化的他开始转向了物理化学的研究。

### 物理化学
1861-1863年间，贝特洛和皮安·圣-吉尔研究了酯化反应及皂化反应的反应进度问题。他们发现这两种反应都不能进行完全，而是达到平衡。在温度不变的情况下，以醋酸和酒精开始反应和以化学计量的水和乙酸乙酯开始反应，达到平衡时候的系统组分是一样的。他们还发现，在任何一瞬间，酯形成的量与反应物质量之乘积成比例，与反应的溶液体积成反比。
为了精确测定反应的热效应，贝特洛发明了沿用至今的弹式量热计，从而测定了燃烧热、中和热、溶解热以及异构化热等，并证实了盖斯定律。1864年，他将自己的研究成果总结成了汤姆森-贝特洛原理，该假说认为所有自发的化学反应都会趋向于向放出热量最多的方向进行。1875年贝特洛对这一原理进行了修正，提出了反应体系趋于作出最大功的概念，后来被约西亚·威拉德·吉布斯的自由能概念所修正。
贝特洛还在1869-1872年间对溶质在两种溶剂之间的分配进行了研究，提出了分配定律和分配系数的概念。但贝特洛对原子-分子论没什么兴趣，直到后者已经成为共识，贝特洛仍拒绝接受，直到1870年代末期才改变观点。

### 火药和爆炸研究

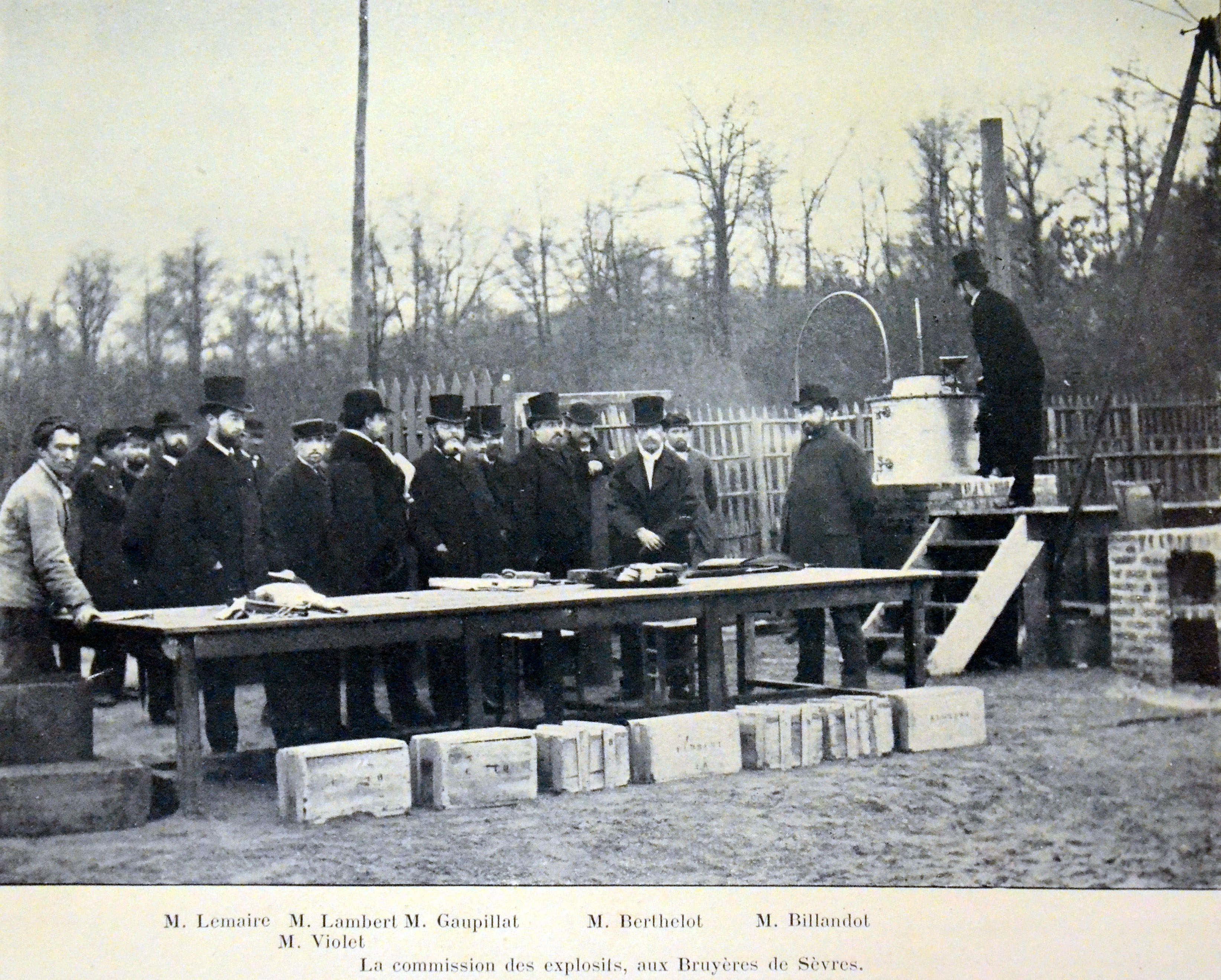
在爆炸委员会任职的贝特洛

1870年普法战争爆发后，贝特洛的实验工作被迫中断。他把妻子和孩子们送到乡下后，自己又回到了巴黎。1870年9月底，贝特洛担任了国防科学委员会主席。法国政府要求他在最短时期制定出生产火药的有效方法，他在几天之后就提交了一份报告，提出几种收集草木灰的方法，用来制取生产硝酸钾所需的碳酸钾。
战后他和保罗·玛丽·欧仁·魏依尔合作继续进行爆炸的研究，发现了爆炸波，被认为是爆炸机理研究的开拓者。他测定了爆炸波的速度，发现不少超过了声波的速度，并证实了爆炸波的速度只和爆炸本质有关。他一直认为这一研究也可以应用于和平时期。

### 农业化学与科学史研究

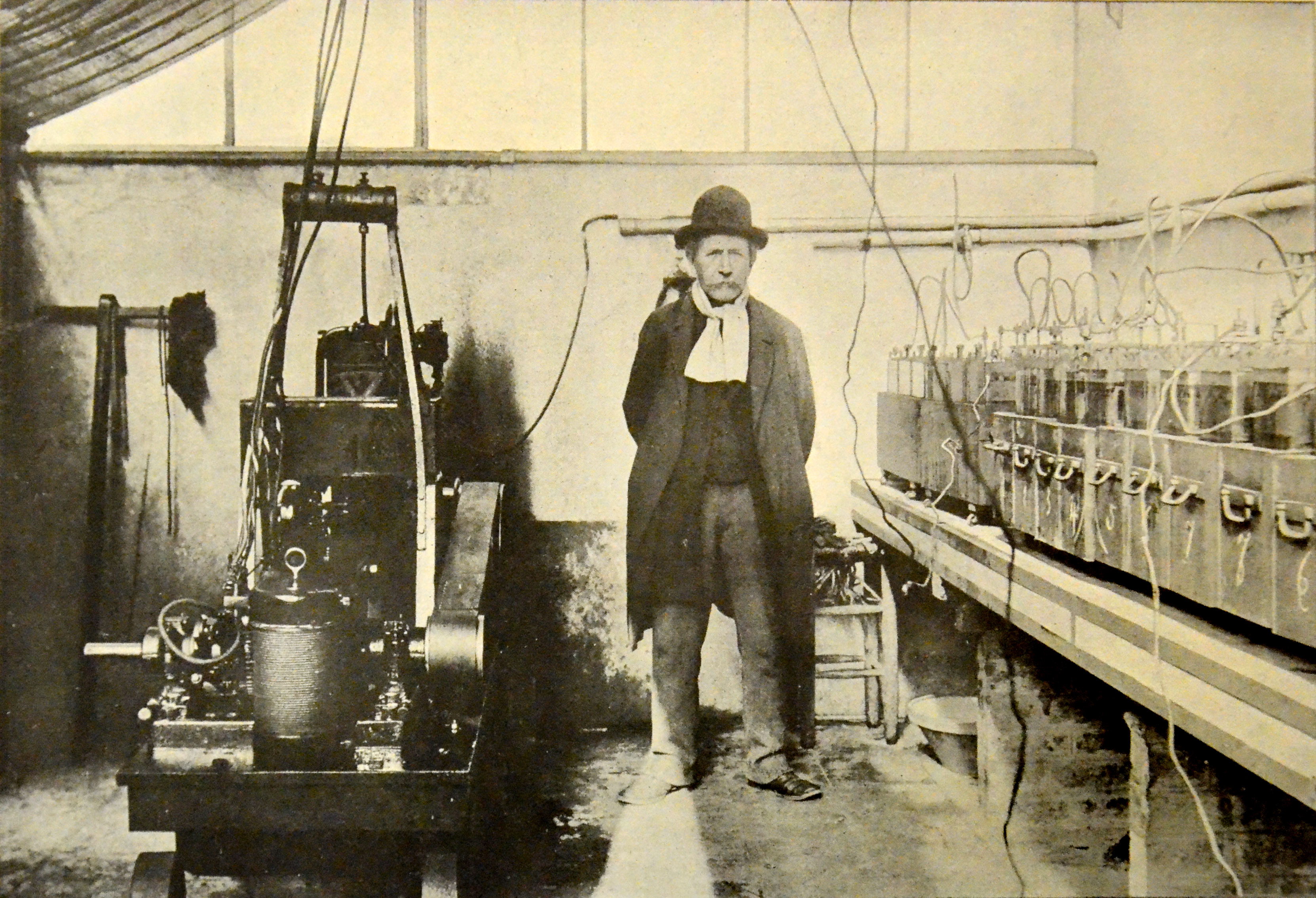
贝特洛在默东的实验室

1880年代起，从实验室退休的贝特洛主要研究植物生理学和农业化学。他搬到了默东，在默东城堡附近的试验田工作，努力实现他的“科学的农业正在全面取代传统农业，对国家财富的贡献远超大家所望”的想法。他研究植物生长与电流和高度的关系，很快对土壤中的铵根和硝酸根的来源产生了兴趣，证实了微生物的固氮作用。
贝特洛翻译了大量的古希腊和阿拉伯的炼金术著作，首次把亚里山大里亚时期最早的化学家著作编成大体完整的评注本，还写过一些化学史著作。

### 家庭与去世
1861年5月贝特洛和索菲·尼奥举行了婚礼。婚后夫妻一直互敬互爱，共有六个子女。长子安德烈·贝特洛曾协助他编写《大百科全书》。小儿子菲利普·贝特洛（1866-1934）则成了法国著名的外交家。1886年12月法国公共教育和艺术部长Rene Goblet就任法国总理，贝特洛接任公共教育和艺术部长。1895年莱昂·布儒瓦就任法国总理后，贝特洛被任命为外交部长，但没有外交经验的他无法完全胜任这一职务。1907年，贝特洛的的妻子去世，稍后不久，贝特洛也突然离世。夫妻合葬入先贤祠。

## 奖项、荣誉与任职

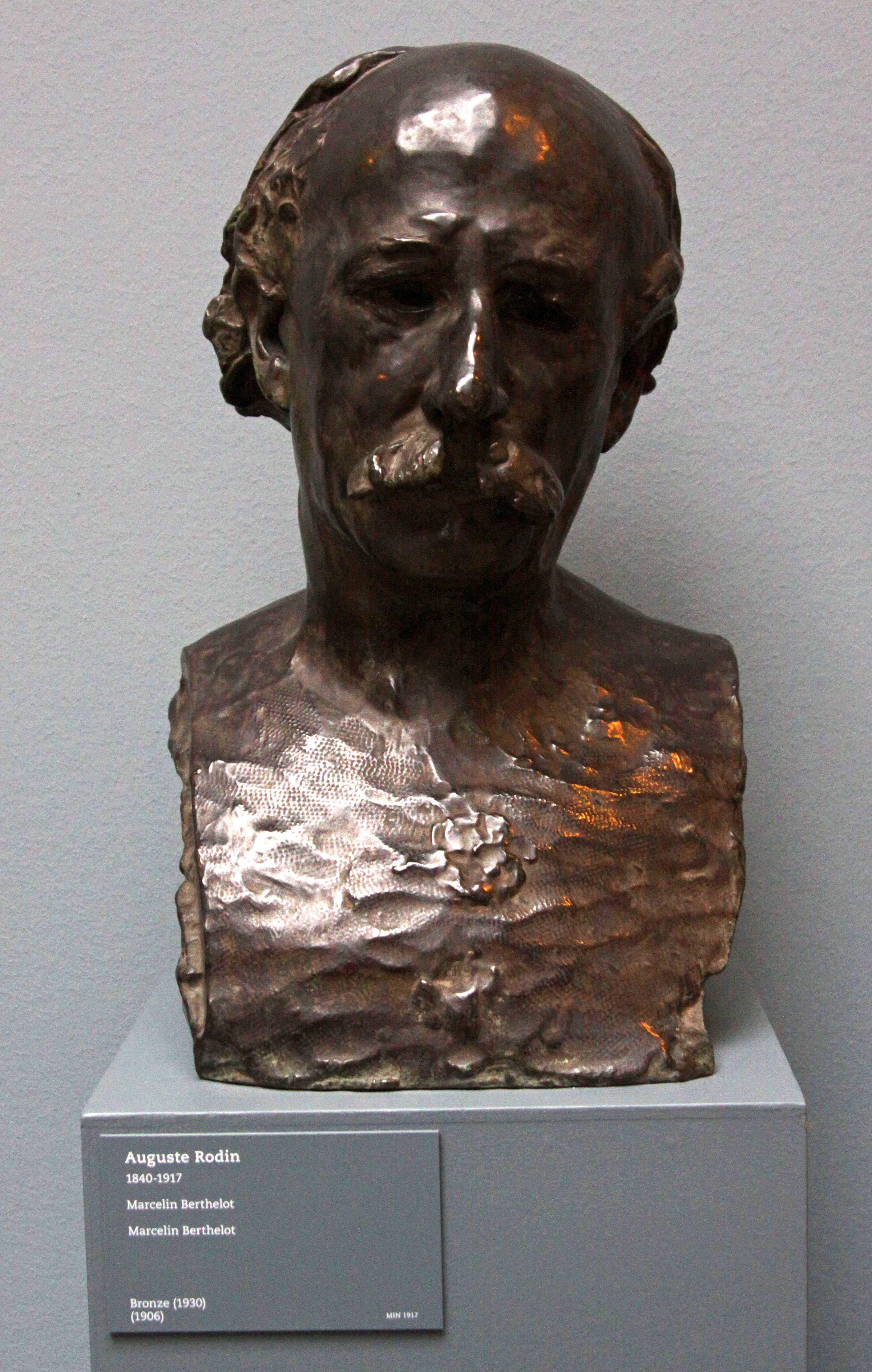
贝特洛塑像，罗丹作

- 法国医学院院士（1863年）
- 法国科学院院士（1873年）
- 终身参议员（1881）
- 戴维奖章（1883）
- 法国科学院常任秘书（1889）
- 科普利奖章（1900）
- 法兰西学术院院士（1900）
- 大十字勋位法国荣誉军团勋章

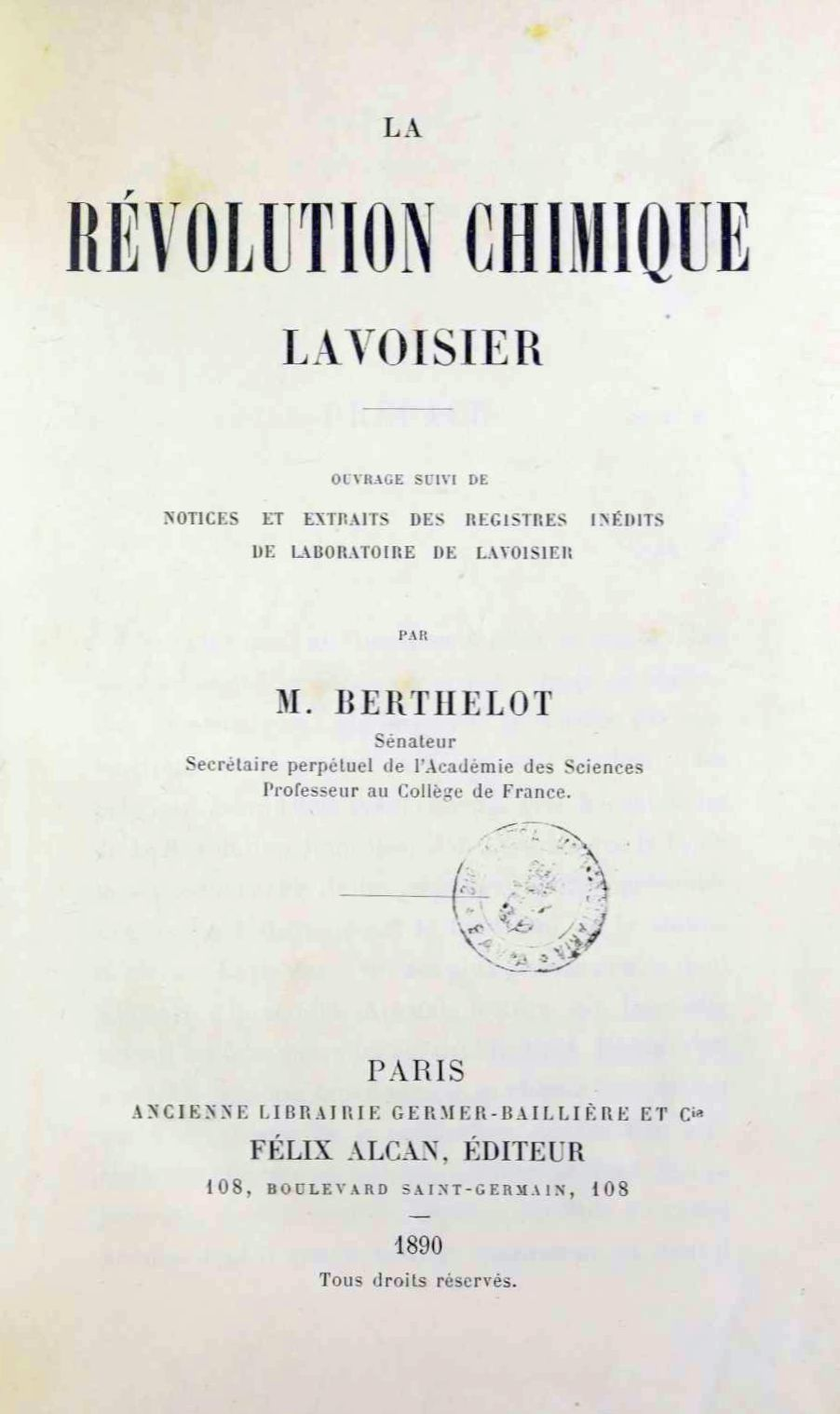
La Révolution chimique, 1890

## 主要著作

### 专著
- 《合成有机化学》（Chimie organique fondée sur la synthèse，1860）
- 《理想与正面的科学》（给勒南的公开信）（La Science idéale et la science positive,1863）
- 《火药和爆炸的力量》（Sur la force de la poudre et des matières explosives,1872）
- 《炼金术起源》（Les Origines de l'alchimie，1885）
- 《科学与哲学》（Science et philosophie，1886）
- 《古希腊炼金术士著作集》（Collection des anciens alchimistes grecs，1887-1888）
- 《古代化学的简介课程》（Introduction à l'étude de la chimie des anciens et du moyen âge，1889）
- 《化学的革命，拉瓦锡》（La Révolution chimique, Lavoisier，1890)
- 《中世纪化学》（La Chimie au Moyen Âge，1893）
- 《化学与道德》（La Science et la morale，1895）
- 《热化学，数据与定律》（Thermochimie. Données et lois numériques，1897）

### 主编
- 《大百科全书》（La Grande Encyclopédie，1886-1901）